# Bitte Jonason Åkerlund

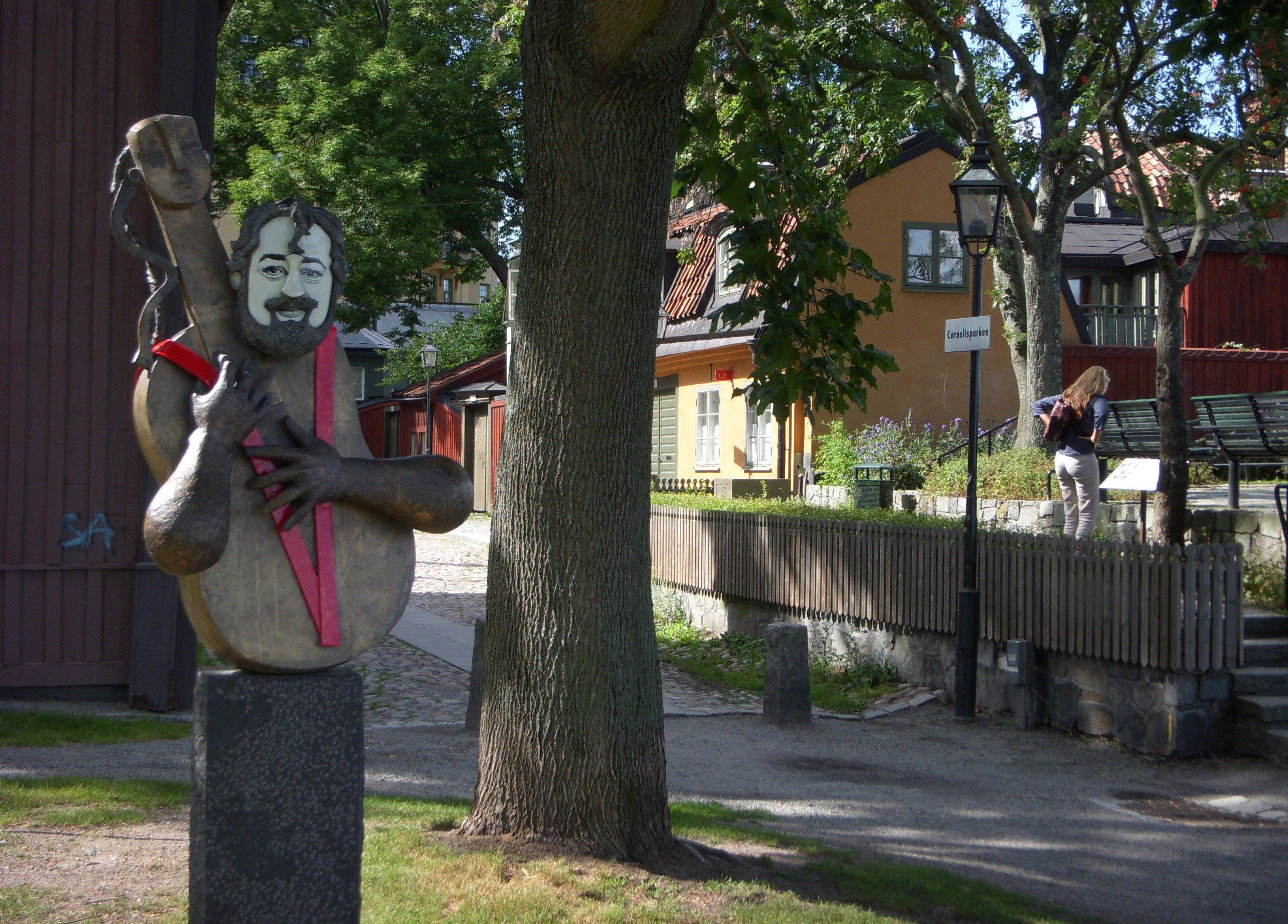
Cornelis i Cornelisparken i Stockholm

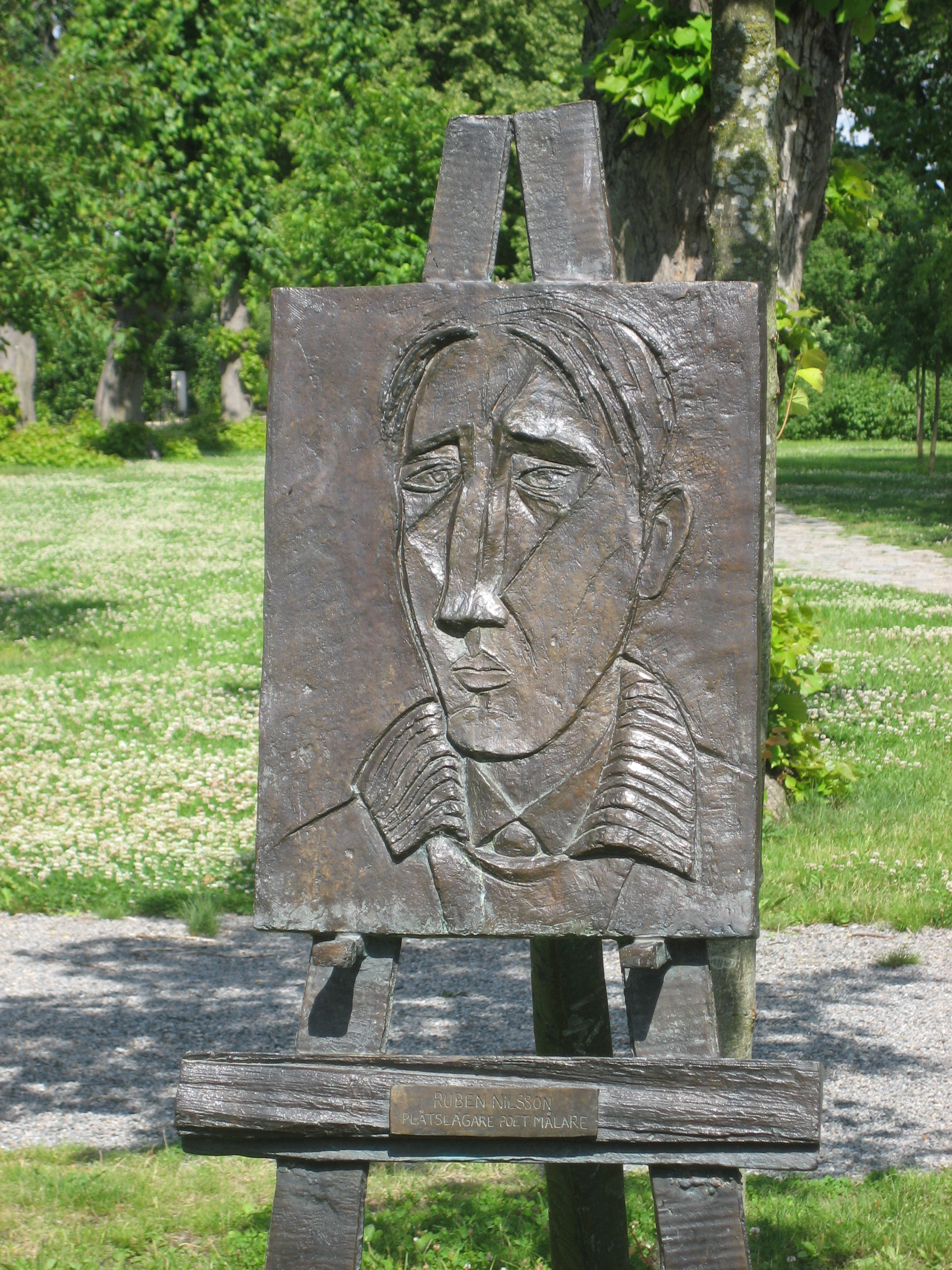
Ruben Nilson, i Örby slottspark i Stockholm

Eva Elisabeth (Bitte) Jonason Åkerlund, född 19 september 1944 i Stockholm, är en svensk skulptör.
Bitte Jonason Åkerlund utbildade sig på Konstfack 1964-69 och Kungliga Konsthögskolan i Stockholm 1969-75.

## Offentlig konst i urval
- Primavera, två fasadskulpturer vid entré, 1985, Stockholms universitet i Frescati
- Åkare Lundgrens begravning, brons till Ruben Nilsons minne, 1993, Örby slottspark
- Efter festen, 1995, Johan Helmich Romans park mellan Fatbursparken och Högbergsgatan i Stockholm
- Nonne med stickade strumpor, utanför vårdcentral i Salem och vid Eksjö museum
- Skepp o hoj, 2002, Kvarteret Havet, Sickla kanalgata
- Pojke med get, 2004, Kvarteret Kryckan, Hägerstensvägen 100-106, Stockholm
- Cornelis och Cecilia, 2007, Cornelis park, Glasbruksklippan i hörnet av Katarinavägen och Renstiernas Gata i Stockholm
- Lilla grinden, 2008, Botvidsparken i Aspudden i Stockholm
- Soluppgång över frukostbordet, brons, 1975, Kvarteret Havet, Sickla kanalgata 25-27, Sickla udde och uppsatt 1984 vid Barbackagatan 32 i Kristianstad
- Till våren, gamla Maria skola i Stockholm
- Pudelodling,  2010, i parken Blomsterdalen i Årstadal i Stockholm
- Bullen, brons, 2010, i Blomsterdalen i Årstadal i Stockholm

## Fotogalleri

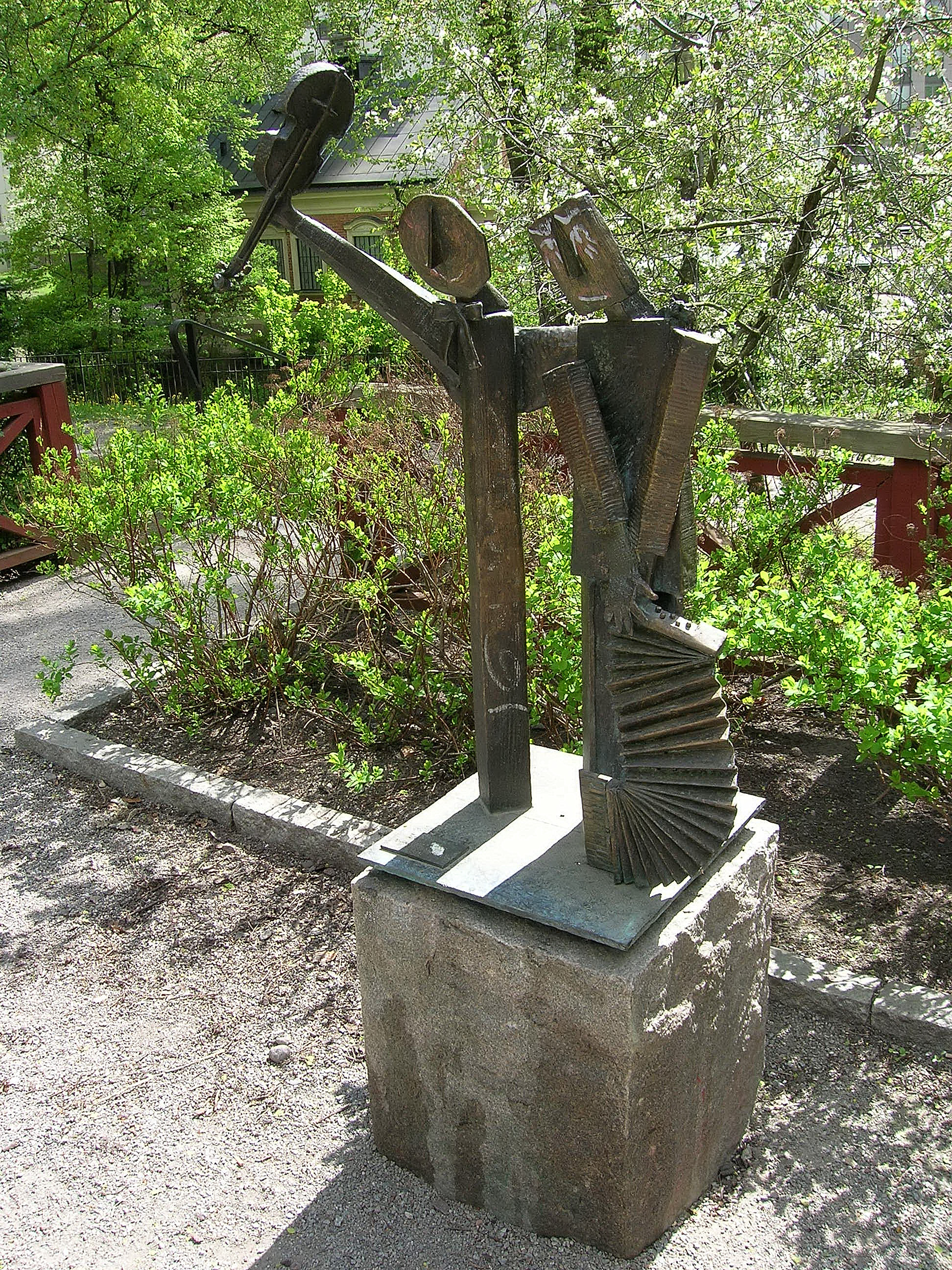
Efter festen i Johan Helmich Romans park i Stockholm
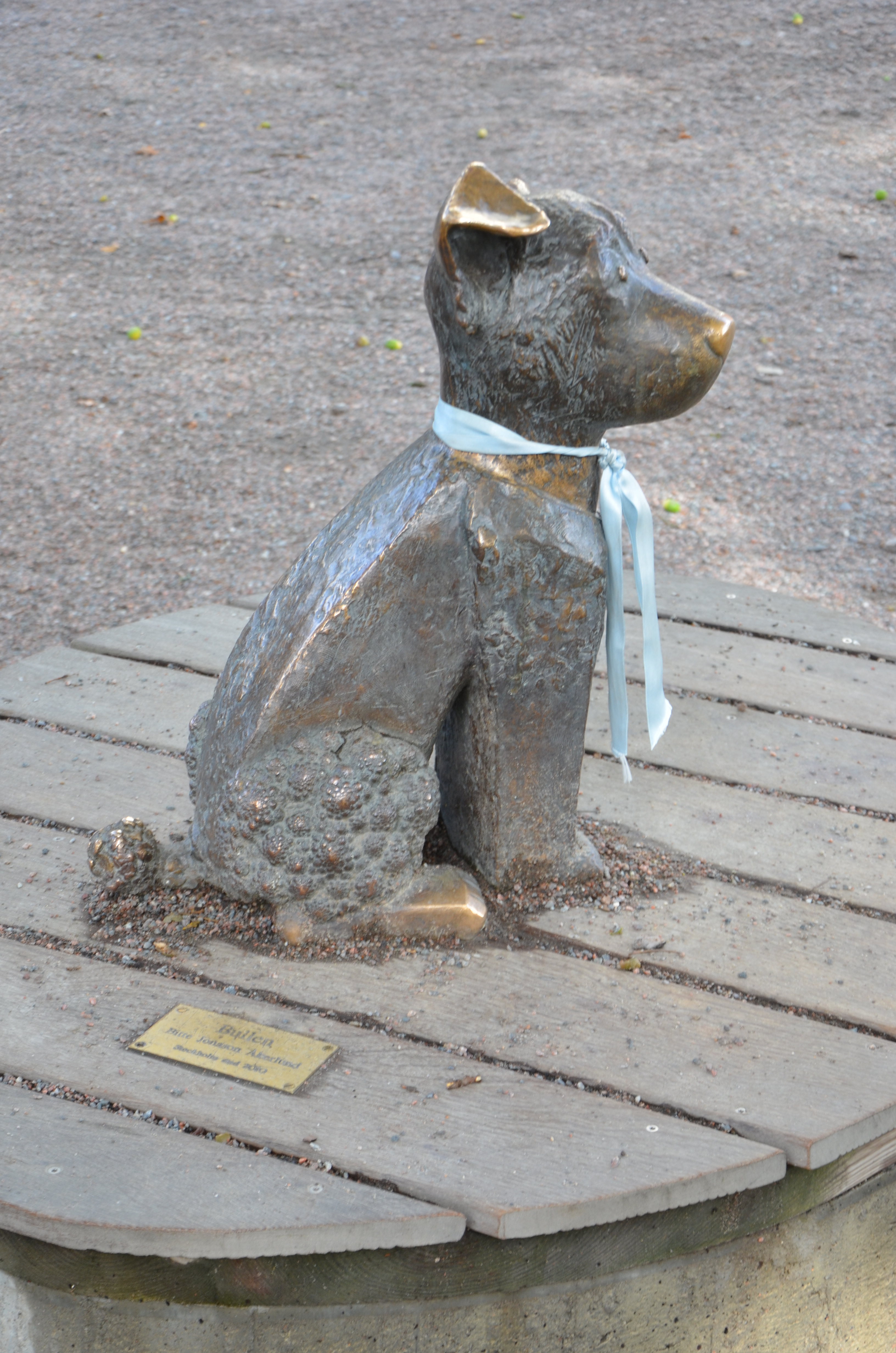
Bullen i Blomsterdalen i Stockholm